# Südamerikanische Huftiere
Die Südamerikanischen Huftiere (Meridiungulata) sind eine Gruppe ausgestorbener Säugetiere, die während weiter Teile des Känozoikums in Südamerika lebten und erst im Pleistozän bis Mittleren Holozän ausstarben. Heute sind 280 Gattungen bekannt, von denen die kamelartige Macrauchenia und das flusspferdartige Toxodon die bekanntesten sind. Fossilien beider Gattungen wurde zuerst von Charles Darwin während seiner Reise mit der Beagle gesammelt.

## Merkmale
Aufgrund der geographischen Isolation Südamerikas während großer Teile des Känozoikums kam es innerhalb der Südamerikanischen Huftiere zu einer großen Radiation und zu einer Besetzung unterschiedlicher ökologischer Nischen. Es gab Arten, die heutigen Pferden, Kamelen oder Nashörnern ähnelten, ohne mit ihnen verwandt zu sein.
Gemeinsame Merkmale dieser Tiergruppe stellen unter anderem die breiten, zum Mahlen geeigneten Backenzähne und die behuften Füße dar. In der Regel waren es Pflanzenfresser, die sich je nach Lebensraum von unterschiedlichsten Pflanzen ernährten.

## Entwicklungsgeschichte
Die oben erwähnte Isolation führte zur Entstehung einer völlig eigenen Säugetierfauna, vergleichbar mit der Situation in Australien. In Südamerika gab es nur relativ wenige Säugertaxa, darunter neben den Südamerikanischen Huftieren eine vielfältige Beuteltierfauna und die Nebengelenktiere. Die Nagetiere (Meerschweinchenverwandte) und die Primaten (Neuweltaffen) sind erst zu einem späteren Zeitpunkt (vermutlich im Oligozän) über den damals viel kleineren Atlantik auf schwimmenden Inseln treibend nach Südamerika gekommen.
Aus dem Eozän sind auch vereinzelte Funde vom antarktischen Kontinent bekannt, dessen Klima deutlich wärmer war als heute und der bis vor 35 bis 30 Millionen Jahren noch mit Südamerika verbunden war.
Vor rund 2,5 Millionen Jahren schloss sich mit dem Isthmus von Panama die Landverbindung zwischen Nord- und Südamerika, und es kam zum Großen Amerikanischen Faunenaustausch. Zahlreiche Tiergruppen, die bislang nur in Nordamerika beheimatet waren, wanderten in Südamerika ein; für die bis dahin isolierte südamerikanische Fauna hatte dies schwerwiegende Folgen. Sie wurde weitgehend von Kamelen, Pferden und Hirschen verdrängt, möglicherweise war sie auch den neu eingewanderten Fressfeinden, zu denen Hunde und Katzen gehörten, nicht gewachsen. Doch einige wenige Gattungen wie Macrauchenia überlebten bis zum Ende des Pleistozäns, Xenorhinotherium möglicherweise bis in das Mittlere Holozän um 3500 Jahre vor heute.

## Systematik
Die Verwandtschaft der Südamerikanischen Huftiere blieb lange Zeit ungeklärt. Aufgrund der Hufe an den Füßen wurden die Südamerikanischen Huftiere zusammen mit anderen Tieren zur Gruppe der „Huftiere“ (Ungulata) zusammengefasst. Der genetische Befund der letzten Jahre zeigt jedoch, dass diese Huftiere keine natürliche Gruppe darstellen, sondern nur konvergente Entwicklungen als Anpassung an eine ähnliche Lebensweise durchgemacht haben. Unter anderem wurde eine Zugehörigkeit zu den Afrotheria diskutiert, wofür neben paläogeographischen Voraussetzungen auch anatomische Merkmale wie der Bau der Wirbelsäule oder des Sprungbeins sprachen, ebenso wie die mögliche nahe Verwandtschaft der Afrotherien mit den Nebengelenktieren, der zweiten großen, endemisch in Südamerika verbreiteten Gruppe. Allerdings konnte mit Hilfe von Proteinsequenzierungen und dem Vergleich mit fossilem Kollagen, welches an Überresten einiger stammesgeschichtlich junger Vertreter der Meridiungulata gewonnen wurde (speziell Macrauchenia aus der Gruppe der Litopterna und Toxodon aus der Gruppe der Notoungulata), eine enge Beziehung zu den Unpaarhufern herausgearbeitet werden. Beide Verwandtschaftsgruppen, die Unpaarhufer und die Litopterna-Notoungulata, werden nun in dem übergeordneten Taxon der Panperissodactyla zusammengefasst, das innerhalb der Euungulata den Paarhufern (Artiodactyla) und Walen (Cetacea) gegenübersteht (Cetartiodactyla). Die Trennung der Vorfahren der beiden Gruppen der Südamerikanischen Huftiere von den Unpaarhufern muss aufgrund des weit zurückreichenden Fossilberichts ersterer noch vor der Kreide-Tertiär-Grenze stattgefunden haben. Der Ursprung der beiden Gruppen lag vermutlich innerhalb der „Condylarthra“, einer heterogenen Gruppe urtümlicher Huftiere, die im Paläogen hauptsächlich die nördliche Hemisphäre bewohnte. Eine nahezu zeitgleich veröffentlichte Studie an fossilem Kollagen, ebenfalls ermittelt an Macrauchenia und Toxodon, kam zu einem identischen Ergebnis und forderte weitere Analysen an anderen Formen, die bis ins Pleistozän überlebt hatten, etwa Mixotoxodon und Neolicaphrium. Beide Untersuchungen fanden ihre Bestätigung durch molekulargenetische Analysen aus dem Jahr 2017, die an Fossilresten von Macrauchenia durchgeführt wurden. Demnach spalteten sich die Litopterna- und die Unpaarhufer-Linie vor etwa 66,15 Millionen Jahren voneinander ab. Bezüglich der Litopterna kommen auch anatomische Untersuchungen aus dem Jahr 2020 zu einer ähnlichen Auffassung. Sie positionieren diese als Schwestergruppe der Unpaarhufer.
Inwiefern die Südamerikanischen Huftiere eine geschlossene Gruppe bilden, ist in der Wissenschaft strittig. Häufig wird dies aufgrund der gemeinsamen Verbreitung in Südamerika als gegeben genommen.  Zahlreiche Wissenschaftler sahen jedoch im Laufe der Forschungsgeschichte verschiedene Verwandtschaftsverhältnisse der einzelnen Linien der Südamerikanischen Huftiere, die einerseits zu den Unpaarhufern führten, mitunter auch zu den ebenfalls ausgestorbenen Dinocerata, andererseits zu den Schliefern. Bereits im Jahr 2000 postulierten Christian de Muizon und Richard L. Cifelli eine engere Beziehung der Litopterna und der Didolodontidae zueinander als zu anderen Südamerikanischen Huftieren, was sie mit dem umschreibenden Taxon der Panameriungulata ausdrückten. Eine umfassende Studie aus dem Jahr 2013 zur Verwandtschaft der Höheren Säugetiere von einem Arbeitsteam um Maureen A. O’Leary berücksichtigte auch die Litopterna, die Notoungulata und die Xenungulata. In deren Ergebnis standen erstere den Paarhufern und Unpaarhufern näher, letztere beiden jedoch den Afrotheria. Eine weitere Analyse aus dem Jahr 2021, erbracht von Leonardo S. Avilla und Dimila Mothé, schlug daher vor, die Panameriungulata mit den Litopterna und den Didolodontidae aus anatomischen Gründen den Laurasiatheria zuzuordnen. Im gleichen Zug fassten sie die restlichen Südamerikanischen Huftiere mit den Notoungulata, den Astrapotheria, den Pyrotheria und den Xenungulata zu einer gemeinsamen Gruppe namens Sudamericungulata zusammen und verschoben sie zu den Afrotherien mit einer engeren Bindung an die Schliefer. Die Autoren weisen darauf hin, dass ihr Ergebnis nicht im Einklang mit den biochemischen Analysen zu den Notoungulata stehen. Auch kommt eine Studie aus dem Jahr 2022 zu dem Schluss, dass die Südamerikanischen Huftiere eine Einheit bilden und den Unpaarhufern näher stehen.
Nach diesem Schema würden sich die Südamerikanischen Huftiere folgendermaßen aufteilen:
- Panameriungulata

- Litopterna; äußerlich pferde- oder kamelähnlichen Formen; einer der bekanntesten Vertreter war Macrauchenia.
- Didolodontidae; nur aus dem Paläogen Südamerikas bekannt.

- Sudamericungulata

- Notoungulata; artenreichste und vielfältigste Gruppe, die sowohl nashorn- als auch hasen- und nagetierähnliche Vertreter hervorbrachte.
- Astrapotheria; relativ große Vertreter, die bis in das Miozän überlebten.
- Pyrotheria; wiesen mit ihren stoßzahnartigen Schneidezähnen Ähnlichkeiten mit den Elefanten auf.
- Xenungulata; eine frühe, relativ urtümliche Gruppe, die nur aus dem Paläozän bekannt ist.